# Zone de conservation du paysage de Sandebukta
La zone de conservation du paysage de Sandebukta  est une réserve naturelle norvégienne qui est située dans le municipalité de Holmestrand, dans le comté de Vestfold.

## Description
La réserve naturelle de 2,071 km2 a été créée en 2006 au sud de Sande.
Sandebukta possède un paysage naturel et culturel unique. Autour de la partie extérieure de Sandeelva, l'objectif est de préserver le paysage avec la plaine fluviale associée, et les fermes avec l'arrière-pays  les terres de jardin et les parcelles forestières associées.
Les parties intérieures de Sandebukta sont des aires de repos pour les oiseaux migrateurs et un endroit où les oiseaux peuvent passer l'hiver tant que la mer est libre de glace. Plus de 220 espèces d'oiseaux ont été observées dans la région. La baie de Sandbukta est devenue importante pour les oies cendrées lors de leur migration automnale. Des troupeaux allant jusqu'à 2 500 oies ont été observés dans la zone de conservation. Un plus grand système de drainage a été construit à l'ouest de la sortie de la Sandeelva. L'installation assèche les zones à l'intérieur, afin qu'elles puissent être cultivées.
Le but de la zone de conservation est de protéger le paysage naturel et culturel et la zone de migration des oiseaux.